# Miracavira sylvia
Miracavira sylvia är en fjärilsart som beskrevs av Dyar 1913. Miracavira sylvia ingår i släktet Miracavira och familjen nattflyn. Inga underarter finns listade i Catalogue of Life.